# Cezijum hlorid
Cezijum hlorid je hemijsko jedinjenje, koje ima molekulsku masu od 168,358 .
Osobine Cezijum hlorida:
Cezijum hlorid je neorgansko jedinjenje sa formulom CsCl. Ovo jedinjenje se koristiti u medicinini kao tretman za neke oblike kancera.
Cezijum hlorid nije toksičan za ljude i životinje, ali kao katjon sa svojom povišenom koncentracijom u krvi može da promeni ravnotežu elektrolita u organizmu. Organizam održava homeostazu, smanjujući nivo potasijuma u krvi. 
Upotreba Cezijum hlorida u medicini:
Ovaj preparat se koristi za povećavanja nivoa Ph vrednosti organizma i kao takav se koristi u tretiranju nekih kancerogenih oboljenja.
Dr. Brever je u svojoj studiji sugerisao na visoke Ph mehanizme koje izaziva Cezijum hlorid. Cezijum se apsorbovao u velikim količinama od strane kancerogenih ćelija, ali ne i od strane zdravih. Uzimanje Cezijum Hlorida od strane kancerogenih ćelija menja njihovo okruženje iz kiselog u bazno, što predstavlja neizdrživo okruženje za kancerogene ćelije. U ovakvim uslovima aktivnosti kancerogenih ćelija postaju smanjene, a na povećanim Ph vrednostima kancerogene ćelije doživljavaju teška oštećenja i odumiru.

## Osobine
| Osobina                  | Vrednost |
| ------------------------ | -------- |
| Broj akceptora vodonika  | 0        |
| Broj donora vodonika     | 0        |
| Broj rotacionih veza     | 0        |
| Particioni koeficijent ( | -2,7     |
| Rastvorljivost (logS, log(mol/L))       | 2,8      |
| Polarna površina (PSA, Å2)  | 186,3    |

## Literatura
- Holleman A. F.; Wiberg E. (2001). Inorganic Chemistry (1st изд.). San Diego: Academic Press. ISBN 0-12-352651-5.
- Housecroft, C. E.; Sharpe, A. G. (2008). Inorganic Chemistry (3. изд.). Prentice Hall. ISBN 978-0-13-175553-6.

## Spoljašnje veze
- Cezium hlorid